# Осада Абадана
Осада Абадана (перс. حصر آبادان‎, араб. حصار عبادان‎) — крупнейшая операция начального этапа ирано-иракской войны, проходившая с 6 ноября 1980 года по 27 сентября 1981 года. Осада закончилась отступлением иракских войск.

## Предыстория
В Абадане находится Абаданский НПЗ, один из крупнейших в мире нефтеперерабатывающих заводов. Это обусловило особую значимость города в условиях вооружённого конфликта между Ираком и Ираном.
В сентябре 1980 года президент Ирака Саддам Хусейн предпринял неожиданное нападение на Иран, и иракские войска вторглись на территорию Ирана широким фронтом. Первоначальный план атаки иракской армии на Абадан потребовал, чтобы мощная танковая дивизия перешла реку Шатт-эль-Араб у города Харкия по дороге, ведущей из Багдада в Басру, а затем выдвинулась на юг, чтобы захватить города Хорремшехр и Абадан и уничтожить очаги сопротивления. Это усиленное подразделение включало в себя 500—600 танков, а также некоторые подразделения специальных сил, общей численностью войск в 20 000 человек.
Иракские коммандос, благодаря первому успеху в нападении на Хорремшехр, 22 сентября пересекли реку Карун и достигли окраин Абадана, но были вынуждены отступить из-за жёсткого сопротивления со стороны иранских формирований, в результате чего иракцы отошли на западную сторону Каруна. К 4 октября иракские командиры сообщили, что они заняли главную дорогу от Абадана до Ахваза, однако мост в город они смогли захватить только в конце ноября.
Поскольку основные силы иракской армии были заняты в продолжавшейся битве за Хорремшехр, первоначальный план атаки на Абадан был сильно изменен: теперь вместо штурма и оккупации Абадана планировалось изолировать местные иранские подразделения в городе и осадить Абадан.

## Битва
3 ноября иракские войска достигли Абадана. Сопротивление иранских солдат оказалось слишком сильным, поэтому иракские командиры затребовали подкрепления. Вторая, уже ослабленная в боях танковая дивизия из примерно 4500 человек и 200 танков была направлена на блокаду Абадана и окружение города с северо-востока, минуя Хорремшехр, который всё ещё находился в осаде. Эти две иракские дивизии столкнулись с неизвестным числом иранских солдат.

## Осада
Хотя иракцы были отбиты иранским подразделением Пасдаран, им удалось окружить Абадан с трёх сторон и занять часть города. Однако иракцы не смогли преодолеть ожесточённое сопротивление. Иранские солдаты укрепились в городе, по ночам на лодках и вертолётах они получали ресурсы и пополнения. Иракцы продолжали осаду в течение нескольких месяцев, но так и не смогли захватить Абадан. Большая часть города, включая нефтеперерабатывающий завод, была сильно повреждена или разрушена бомбардировками.

## Иракское июньское наступление
Падение морального духа солдат и блокада иранцами Шатт-эль-Арабского водного пути вынудила Саддама Хусейна инициировать наступление в июне 1981 года. К этому времени иранцы укрепили гарнизон Абадана 15 000 военнослужащих, включая Пасдаран, регулярную армию и местных ополченцев Хузестана. Ирак начал наступление на город, используя 60 000 солдат и танков, что превосходило численность иранцев в соотношении 4:1. Несмотря на это, иранцы сдержали натиск атаки неприятеля и использовали танки Чифтен, чтобы отбросить иракцев.

## Прорыв блокады
С 22 по 27 сентября 1981 года Иран провёл операцию «Самен-ол-Аме», в ходе которой впервые применил психическую атаку. Осада Абадана была прорвана, Иран потерял 3000 человек, в то время как иракцы — около 1500. Иран также захватил 2500 пленных и уничтожил вражеские бронетранспортеры, потеряв при этом 170 танков М-47, М-48, М-60 Паттон и Чифтен.

## Засада 15 октября
15 октября иракцы прорвались на окраины Абадана и захватили городскую радиостанцию. В бою на севере, недалеко от иракского КПП у Дар-Хуэя, иракские бронетанковые войска атаковали большой иранский конвой в сопровождении танков, следовавший из Ахваза. По-видимому, иранцы пыталась доставить ресурсы осаждённым защитникам Абадана через шоссе Абадан-Ахваз. Короткий, но интенсивный бой вёлся между иракскими танками Т-55 и Т-62 против иранских танков Чифтен. Эта стычка завершилась победой иракцев, поскольку «иранцы бросили по меньшей мере 20 танков и другие бронемашины и отступали в пешем строю».

## Последствия
Абадан был почти разрушен в период осады. Однако иракская угроза городу была пресечена, и иранцам удалось начать первое успешное наступление против Ирака. В конце концов оно привело к изгнанию иракских войск из Ирана и освобождению Хорремшехра в 1982 году.